# Henk Vermetten
Hendrik Arnoldus Vermetten, detto Henk, (Kralingen, 19 agosto 1895 – Scheveningen, 7 agosto 1964), è stato un calciatore olandese, di ruolo difensore.

## Carriera
A livello di club, Vermetten ha giocato nell'HBS, con cui ha vinto il campionato olandese nella stagione 1924-1925, e dove è rimasto fino al 1935, anno del ritiro.
Con la Nazionale olandese ha preso parte ai Giochi Olimpici di Parigi 1924, dove è sceso in campo due volte contro la Svezia; in totale ha giocato sei partite con gli Oranje, giocando per l'ultima volta l'8 giugno 1930 a Budapest contro l'Ungheria.

## Statistiche

### Cronologia presenze e reti in Nazionale
| Cronologia completa delle presenze e delle reti in nazionale ― Paesi Bassi | Cronologia completa delle presenze e delle reti in nazionale ― Paesi Bassi | Cronologia completa delle presenze e delle reti in nazionale ― Paesi Bassi | Cronologia completa delle presenze e delle reti in nazionale ― Paesi Bassi | Cronologia completa delle presenze e delle reti in nazionale ― Paesi Bassi | Cronologia completa delle presenze e delle reti in nazionale ― Paesi Bassi | Cronologia completa delle presenze e delle reti in nazionale ― Paesi Bassi | Cronologia completa delle presenze e delle reti in nazionale ― Paesi Bassi |
| Data                                                                       | Città                                                                      | In casa                                                                    | Risultato                                                                  | Ospiti                                                                     | Competizione                                                               | Reti                                                                       | Note                                                                       |
| -------------------------------------------------------------------------- | -------------------------------------------------------------------------- | -------------------------------------------------------------------------- | -------------------------------------------------------------------------- | -------------------------------------------------------------------------- | -------------------------------------------------------------------------- | -------------------------------------------------------------------------- | -------------------------------------------------------------------------- |
| 8-6-1924                                                                   | Parigi                                                                     | Paesi Bassi                                                                | 1 – 1                                                                      | Svezia                                                                     | Olimpiadi 1924                                                             | -                                                                          |                                                                            |
| 9-6-1924                                                                   | Parigi                                                                     | Paesi Bassi                                                                | 1 – 3                                                                      | Svezia                                                                     | Olimpiadi 1924                                                             | -                                                                          |                                                                            |
| 2-11-1924                                                                  | Amsterdam                                                                  | Paesi Bassi                                                                | 2 – 1                                                                      | Sudafrica                                                                  | Amichevole                                                                 | -                                                                          |                                                                            |
| 29-3-1925                                                                  | Amsterdam                                                                  | Paesi Bassi                                                                | 2 – 1                                                                      | Germania                                                                   | Amichevole                                                                 | -                                                                          |                                                                            |
| 18-5-1930                                                                  | Anversa                                                                    | Belgio                                                                     | 3 – 1                                                                      | Paesi Bassi                                                                | Amichevole                                                                 | -                                                                          |                                                                            |
| 8-6-1930                                                                   | Budapest                                                                   | Ungheria                                                                   | 6 – 2                                                                      | Paesi Bassi                                                                | Amichevole                                                                 | -                                                                          |                                                                            |
| Totale                                                                     |                                                                            | Presenze                                                                   | 6                                                                          |                                                                            | Reti                                                                       | 0                                                                          |                                                                            |

## Palmarès
- Campionato olandese: 1

HBS: 1924-1925